# 卡尔·奥格·汉森
卡尔·奥格·汉森（丹麥語：Karl Aage Hansen，1921年7月4日—1990年11月23日），丹麦前男子足球运动员，场上位置是前锋。他曾代表丹麦国奥队参加1948年夏季奥林匹克运动会足球比赛，获得一枚铜牌。